# Agustín Marín y Bertrán de Lis
Agustín Marín y Bertrán de Lis (Madrid, 22 d'octubre de 1877 -Alquife, província de Granada, 29 de setembre de 1963) fou un enginyer espanyol, acadèmic de la Reial Acadèmia de Ciències Exactes, Físiques i Naturals.

## Biografia
El 1900 es llicencià en Enginyeria de Mines a l'Escola de Madrid. Va fer nombroses investigacions sobre el terreny i en una d'elles va descobrir mines de sal potàssica a Catalunya arran del descobriment d'una petita massa de silvina. El 1930 fou nomenat acadèmic de la Reial Acadèmia de Ciències Exactes, Físiques i Naturals, de la que n'arribaria a ser tresorer. En va prendre possessió el 1931 amb el discurs "Desarrollo histórico de las aplicaciones de la Geología".
Fou director general de Mines i Combustibles i president tres cops de l'Institut de l'Enginyeria d'Espanya (1936-1937, 1950-1951 i 1956-1957) Després de la guerra civil espanyola fou nomenat president de l'Institut Geològic i Miner d'Espanya (1940-1947). Després fou president de l'Empresa Adaro de recerques minaires i dirigí l'explotació de les mines de Rodalquilar. També fou vocal de la Carta Geològica Internacional d'Àfrica i de la Comissió de la Mecànica del Sòl i del Mapa Carbonífer.
Fou membre de les Societats Geològiques de França, Bèlgica i Londres, de l'Institut de Coïmbra. Entre altres condecoracions, va rebre les grans creus de l'Orde del Mèrit Civil (1916), de l'Orde d'Alfons X el Savi, de l'Orde de Cisneros i de l'Orde de la Medahuia, així com cavaller de la Legió d'Honor. Les seves despulles són enterrades a Aranjuez.

## Obres
- El petróleo en España (1947)
- Minería de la potasa Madrid : Potasas Españolas, 1950